# Pailloles
Pailloles é uma comuna francesa na região administrativa da Nova Aquitânia, no departamento de Lot-et-Garonne. Estende-se por uma área de 9,16 km². Em 2010 a comuna tinha 346 habitantes (densidade: 37,8 hab./km²).